# Espace de De Branges
En mathématiques, un espace de de Branges (parfois écrit espace de De Branges ) est un concept d'analyse fonctionnelle, construit à partir d'une fonction de De Branges.
Le concept est nommé d'après Louis de Branges qui a prouvé de nombreux résultats concernant ces espaces, notamment en tant qu'espaces de Hilbert, et a utilisé ces résultats pour prouver la conjecture de Bieberbach.

## Fonctions de De Branges
Une fonction d'Hermite-Biehler, aussie connue comme fonction de De Branges, est une fonction entière E de {\displaystyle \mathbb {C} } à {\displaystyle \mathbb {C} } satisfantes l'inégalité {\displaystyle |E(z)|>|E({\bar {z}})|}, pour tout z dans la moitié supérieure du plan complexe {\displaystyle \mathbb {C} ^{+}=\{z\in \mathbb {C} \mid \operatorname {Im} (z)>0\}}.

## Définition 1
Soit {\displaystyle E} une fonction d'Hermite-Biehler, l'espace de De Branges B(E) est défini comme l'ensemble de toutes les fonctions entières F telles que 
{\displaystyle B(E)={\bigg \{}F{\text{ est entière }}{\bigg |}{\frac {F}{E}},{\frac {F^{\#}}{E}}\in H_{2}(\mathbb {C} ^{+}),\int _{\mathbb {R} }{\bigg |}{\frac {F(\lambda )}{E(\lambda )}}{\bigg |}\mathrm {d} \lambda <\infty {\bigg \}}}
où:
- {\displaystyle \mathbb {C} ^{+}=\{z\in \mathbb {C} \mid \operatorname {Im} (z)>0\}} moitié supérieure du plan complexe ouverte.
- {\displaystyle F^{\#}(z)={\overline {F({\bar {z}})}}}.
- {\displaystyle H_{2}(\mathbb {C} ^{+})} est  l'Espace de Hardy sur {\displaystyle \mathbb {C} ^{+}}.

## Définition 2
Un espace de De Branges peut aussi être défini comme l'ensemble des fonctions entières F satisfantes toutes les conditions suivantes :
- {\displaystyle \int _{\mathbb {R} }|(F/E)(\lambda )|^{2}d\lambda <\infty }
- {\displaystyle |(F/E)(z)|,|(F^{\#}/E)(z)|\leq C_{F}(\operatorname {Im} (z))^{(-1/2)},\forall z\in \mathbb {C} ^{+}}

## Définition 3
Il existe une description axiomatique, utile en théorie des opérateurs.

## Les espaces de Hilbert
Soit {\displaystyle B(E)} un espace de Branges. Définir le produit scalaire : {\displaystyle [F,G]={\frac {1}{\pi }}\int _{\mathbb {R} }{\overline {F(\lambda )}}G(\lambda ){\frac {d\lambda }{|E(\lambda )|^{2}}}.}
Un espace de de Branges avec ce produit scalaire peut être prouvé étant un espace de Hilbert.